# Rhypodes anceps
Rhypodes anceps är en insektsart som först beskrevs av White 1878.  Rhypodes anceps ingår i släktet Rhypodes och familjen fröskinnbaggar. Inga underarter finns listade i Catalogue of Life.